# لاكتات الكالسيوم
 لاكتات الكالسيوم مركب كيميائي له الصيغة C6H10CaO6، ويكون على شكل بلورات بيضاء، وهو ملح الكالسيوم لحمض اللبن (حمض اللاكتيك).

## الخواص
- تبلغ انحلالية مركب لاكتات الكالسيوم في الماء 66غ/ل، كما أنه ينحل أيضاً وبشكل جيد في الإيثانول.

## الوفرة الطبيعية
تتشكل بلورات من لاكتات الكالسيوم في الجبن المتقادم، وذلك نتيجة عمل البكتريا التي تحول حمض اللبن إلى شكل أقل انحلالية وذلك خلال عملية إنضاج الجبن.

## الاستخدامات
- يستخدم لاكتات الكالسيوم كمضاف غذائي من أجل ضبط حموضة الوسط. له رقم الإي E 327.
- له تطبيقات طبية كمضاد حموضة، كما أنه يستخدم لتعويض نقص كالسيوم الدم.
- يضاف لاكتات الكالسيوم إلى الأغدية الخالية من السكر لمنع التسوس. فعندما يضاف إلى العلكة الحاوية على زيليتول Xylitol فإن ذلك يساهم في حماية وتدعيم المينا.[2]
- يضاف لاكتات الكالسيوم إلى بعض الفاكهة المقطوفة حديثاً مثل الشمام، وذلك من أجل الحفاظ عليها متماسكة، مما يطيل من إمكانية بقائها، وذلك دون استخدام كلوريد الكالسيوم ذي الطعم المر، الذي يستخدم أيضاً من أجل هذا الغرض.[3]